# Impatiens minor
Impatiens minor là một loài thực vật có hoa trong họ Bóng nước. Loài này được (DC.) S.M. Almeida mô tả khoa học đầu tiên năm 1990.

## Hình ảnh

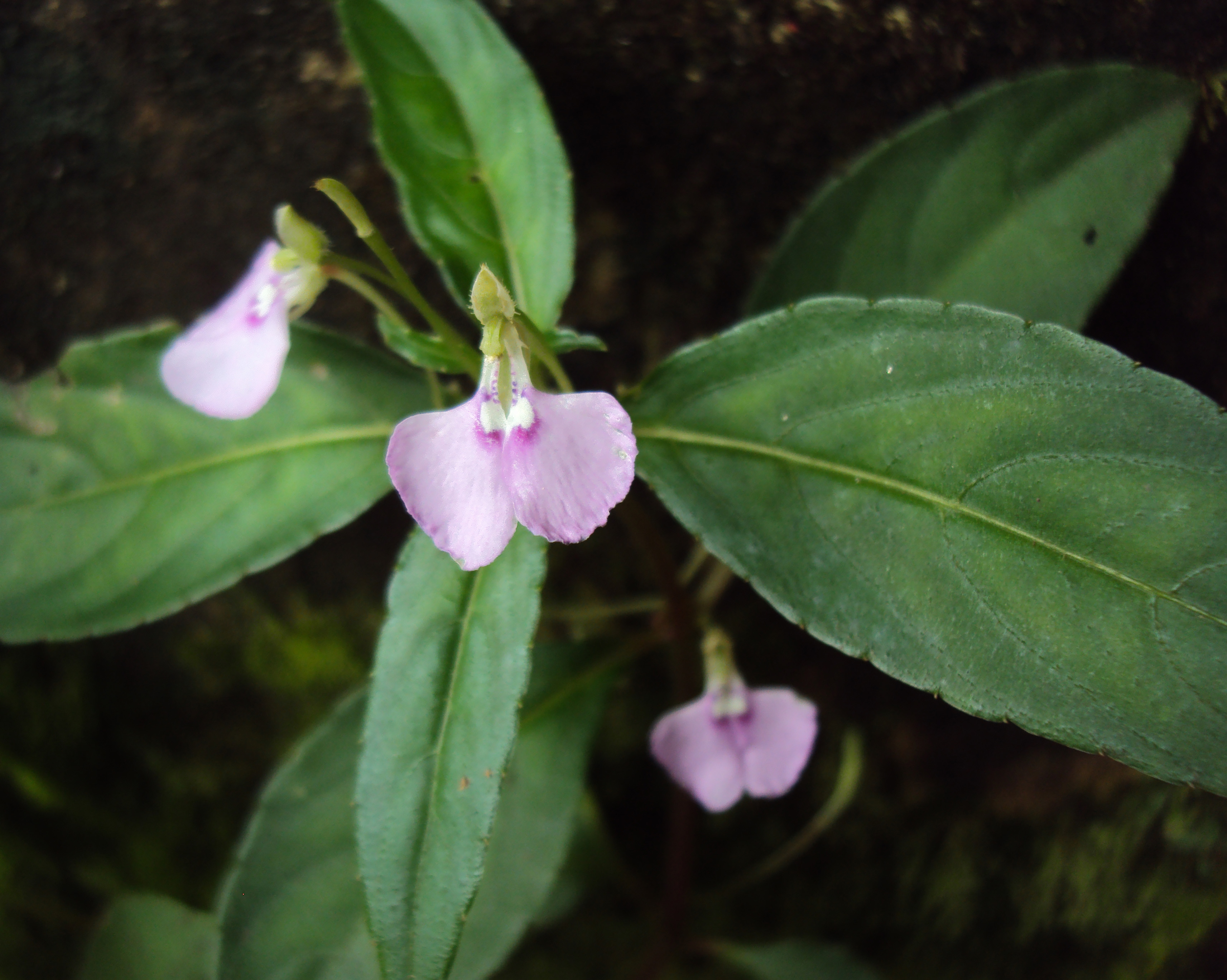
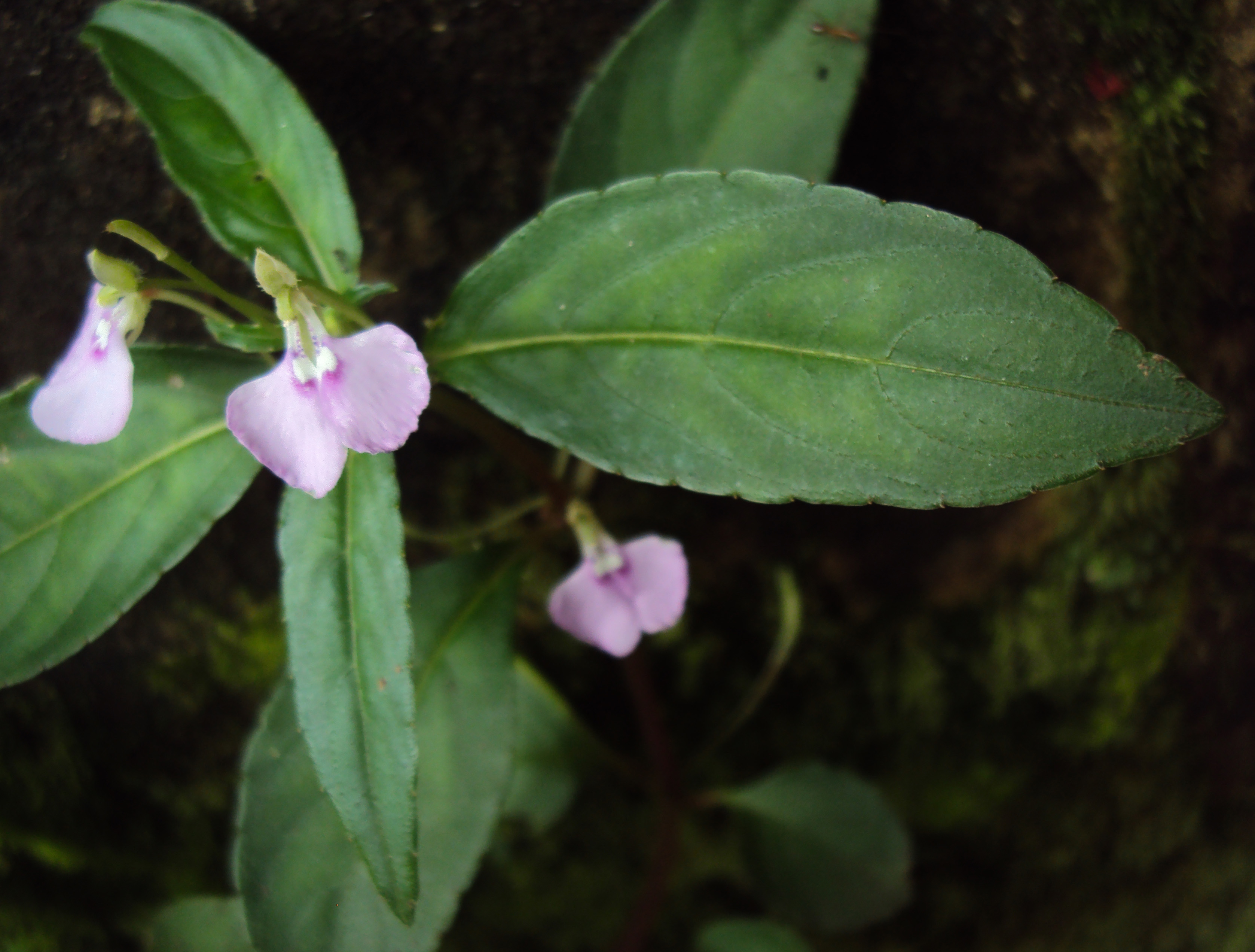
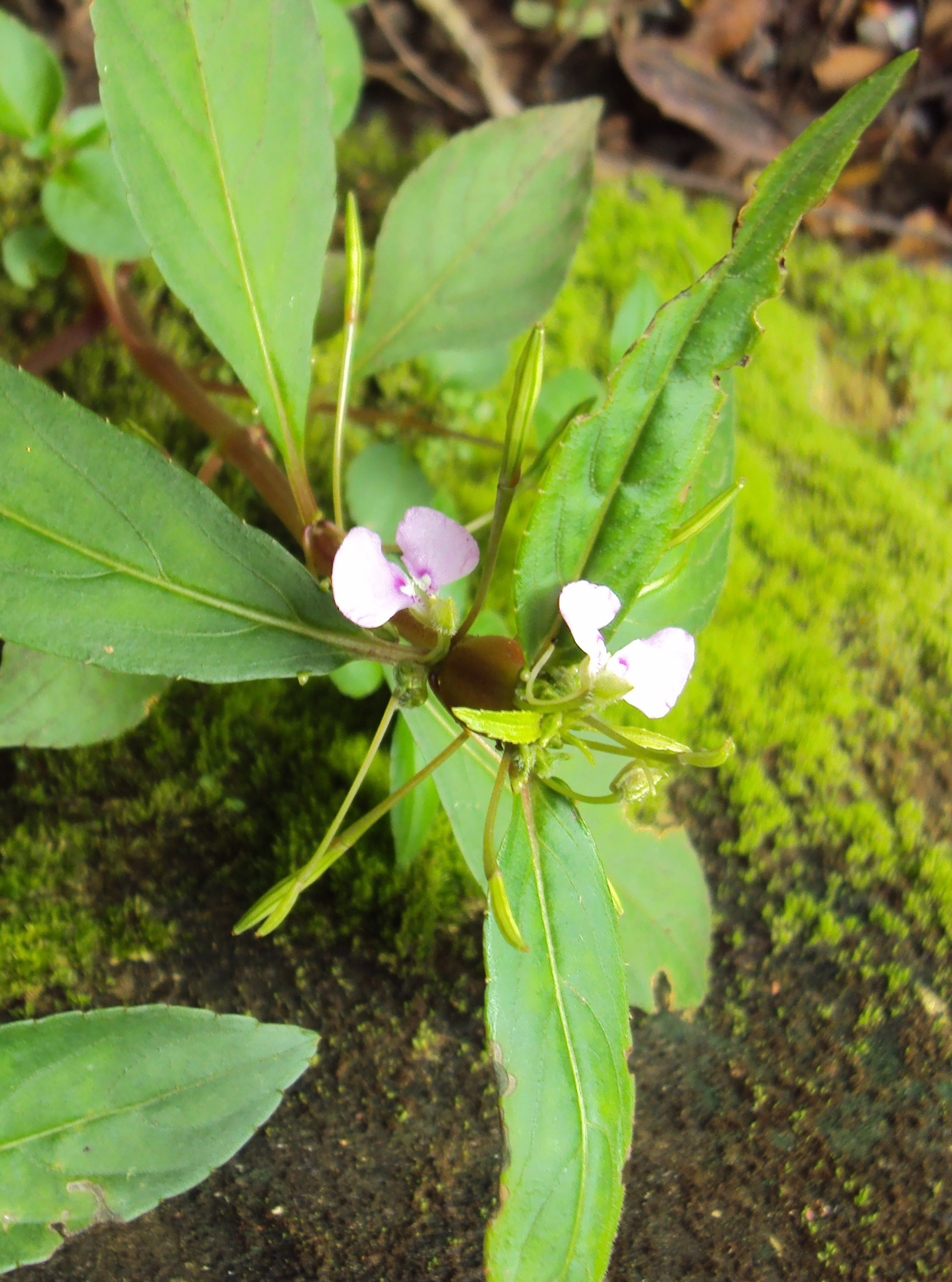
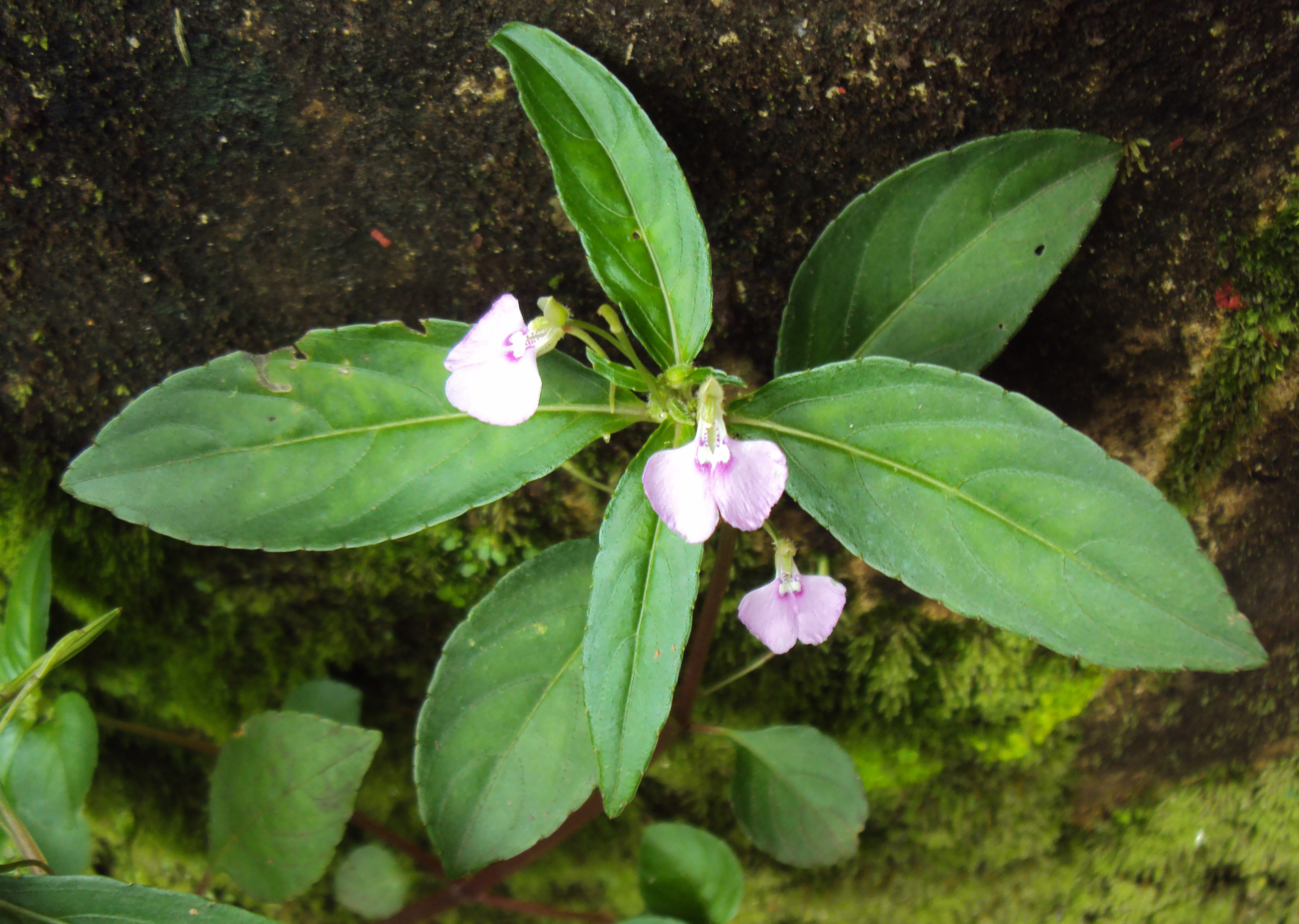